# Bukowski: Zaručený tip
Bukowski: Zaručený tip (anglicky Charles Bukowski: A Sure Bet) je útlá kniha vzpomínek amerického spisovatele Geralda Locklina na Charlese Bukowského, svérázného autora americké literatury.
Kniha vyšla v roce 1996 v nakladatelství Water Row Press, Sudbury.
Česky knihu vydalo nakladatelství Volvox Globator v roce 1999 .
Gerald Locklin vzpomíná ve své knize na svého přítele Charlese Bukowského, věnuje mu básně, rozebírá část tvorby, film Štamgast a glosuje jeho smrt a pohřební obřad.
Co se týče originality Bukowského děl, Locklin si je vědom vlivu Johna Fanteho a podotýká, že se Bukowski možná trochu obával, zda není jeho prozaická tvorba pouze průměrnou napodobeninou. Nicméně rozdíly převažují nad podobnostmi a je samozřejmé, že de facto všichni spisovatelé se učili nápodobou a určitým kopírováním stylu oblíbených vzorů, přičemž se spisovatelovy rysy postupně profilují. Je ironií, že příliš ctižádostiví pisatelé, kteří jsou nejméně ochotní učit se od ostatních, bývají nejméně originální.
Zajímavá (a zároveň odhalující kus Bukowského cítění) je pasáž o rozhovoru, jenž s ním dělal jeho přítel Sean Penn pro časopis Interview. Na otázku, zda byl někdy osamělý, Bukowski odpovídá:

"Nikdy jsem nebyl osamělý. Seděl jsem v pokoji – měl jsem sebevražedné myšlenky. Měl jsem depresi. Bylo mi hrozně, strašně, že už to víc snad ani nejde – ale nikdy jsem neměl pocit, že by jedna jediná další osoba mohla vstoupit do té místnosti a zbavit mě toho, co mě trápilo...nebo že by to mohlo dokázat jakékoli množství lidí..." 

## Obsah knihy
Setkání s Charlesem Bukowským

Dva básníci

New Delphi, Kalifornie

Dva Američané

Osvobozená ruka

Jak dobře vycházet s Charlesem Bukowským

Lidé říkají, že se Bukowski zaprodal

Bukowski v nejlepší formě

Jak velmi zajímavé

Nejistota v Tournefortii

Bukowského každodenní válka a koně nesázejí na lidi, ani já ne

Obdivu-hodné & další dlouhé básně / Madrigaly z činžáku: Výbor z raných básní, 1946–1966

Tváří v tvář velikosti: Vyprávění o premiéře jednoho filmu

O smrti velkého komedianta, jaro 1994

Pohřeb Charlese Bukowského

## Vydání
- Bukowski: Stoprocentní tip, Votobia 1996, překlad Dušan Krejčí, 136 stran, ISBN 80-7198-111-7
- Bukowski: Zaručený tip, Volvox Globator 1999, překlad Štěpán Vrba, 96 stran, ISBN 80-7207-260-9